# Aristogeitonia monophylla
Espèce
Statut de conservation UICN

 VU B1+2b : Vulnérable
Aristogeitonia monophylla est une espèce de plantes à fleurs de la famille des Picrodendraceae.

## Publication originale
- Kew Bulletin 26: 495. 1972.